# Clasificación para el Campeonato Europeo Femenino Sub-17 de la UEFA 2023
La competición de clasificación para el Campeonato Europeo Femenino Sub-17 de la UEFA 2023 es una competición de fútbol femenino sub-17 que determinará los siete equipos que se unirán a la anfitriona automáticamente clasificada, Estonia, en la fase final del campeonato.

## Formato
El Comité Ejecutivo de la UEFA aprobó un nuevo formato de competición para los Campeonatos de Europa Femeninos Sub-19 y Sub-17 de la UEFA para permitir un mayor desarrollo de las jugadoras juveniles de élite como parte del compromiso continuo de la UEFA con el fútbol femenino.
El formato se basa en un sistema de clasificación de estilo de Liga de las Naciones de la UEFA.
Para la primera ronda, los participantes en la competición se dividirán, utilizando los coeficientes de clasificación, en dos ligas (A y B).

Primera Ronda o Ronda 1:
- La Ronda 1 de la Liga A tendrá 28 selecciones, divididas en 7 grupos de 4 equipos cada uno, quienes jugarán mini-torneos en una sola sede por grupo;
- La Ronda 1 de la Liga B tendrá 20 selecciones, divididas en 2 grupos de cuatro equipos y 4 grupos de tres equipos. Los ganadores de cada mini-torneo de la liga B ascenderán y los últimos equipos de los mini-torneos de la liga A descenderán.

Segunda Ronda o Ronda 2:
- La Ronda 2 de la Liga A reemplazará a la ex ronda élite, tendrá 28 selecciones, divididas en 7 grupos de 4 equipos cada uno y quienes resulten ganadoras de grupo (y la mejor segunda) se clasificarán para el torneo final. Las selecciones que queden en cuarto lugar descenderán a la Liga B para la ronda 1 de 2023/24.
- La Ronda 2 de la Liga B tendrá 20 selecciones, divididas en 2 grupos de cuatro equipos y 4 grupos de tres equipos. Las 20 selecciones de la Liga B, incluidas las descendidas de la Liga A, competirán por el ascenso.
- Después de la Ronda 2, las ganadores de los mini-torneos de la liga B ascenderán y los últimos equipos de la liga A descenderán a la Ronda 1 de la próxima edición del torneo.

Fase final:
- Las siete primeras selecciones de la Ronda 2 de la Liga A se clasificarán para la fase final junto a Estonia, la anfitriona.

## Primera Ronda

### Liga A

#### Grupo A1
Sede: Hungría
| Equipo               | Pts | PJ | PG | PE | PP | GF | GC | Dif |
| -------------------- | --- | -- | -- | -- | -- | -- | -- | --- |
| República Checa      | 6   | 3  | 2  | 0  | 1  | 3  | 2  | +1  |
| Noruega              | 6   | 3  | 2  | 0  | 1  | 5  | 2  | +3  |
| Hungría (H)          | 4   | 3  | 1  | 1  | 1  | 1  | 1  | 0   |
| Bosnia y Herzegovina | 1   | 3  | 0  | 1  | 2  | 0  | 4  | -4  |

| 19 de octubre de 2022 | Noruega                               | 3:0 (0:0) | Bosnia y Herzegovina | Városi Stadion, Tatabánya, Hungría |                      |
| 15:00 (CET)           | - Svendheim 52', 90+1' - Strømnes 56' | Reporte   |                      | Árbitra: Cansu Tryak               | Árbitra: Cansu Tryak |

| 19 de octubre de 2022 | República Checa | 0:1 (0:0) | Hungría       | Globall Football Park, Telki, Hungría |                         |
| 17:00 (CET)           |                 | Reporte   | - 56' Szarvas | Árbitra: Kateryna Usova               | Árbitra: Kateryna Usova |

| 22 de octubre de 2022 | Noruega      | 1:2 (1:0) | República Checa                   | Globall Football Park, Telki, Hungría |                      |
| 14:45 (CET)           | - Fenger 23' | Reporte   | - 74' Jančářová - 90+4' Vojáčková | Árbitra: Zoe Stavrou                  | Árbitra: Zoe Stavrou |

| 22 de octubre de 2022 | Hungría | 0:0     | Bosnia y Herzegovina | Globall Football Park, Telki, Hungría |                         |
| 18:00 (CET)           |         | Reporte |                      | Árbitra: Kateryna Usova               | Árbitra: Kateryna Usova |

| 25 de octubre de 2022 | Bosnia y Herzegovina | 0:1 (0:1) | República Checa | Városi Stadion, Tatabánya, Hungría |                      |
| 19:15 (CET)           |                      | Reporte   | - 23' Svobodová | Árbitra: Cansu Tryak               | Árbitra: Cansu Tryak |

| 25 de octubre de 2022 | Hungría | 0:1 (0:0) | Noruega         | Globall Football Park, Telki, Hungría |                      |
| 19:15 (CET)           |         | Reporte   | - 76' Hjelmhaug | Árbitra: Zoe Stavrou                  | Árbitra: Zoe Stavrou |

#### Grupo A2
Sede: España
| Equipo     | Pts | PJ | PG | PE | PP | GF | GC | Dif |
| ---------- | --- | -- | -- | -- | -- | -- | -- | --- |
| España (H) | 9   | 3  | 3  | 0  | 0  | 12 | 0  | +12 |
| Polonia    | 6   | 3  | 2  | 0  | 1  | 4  | 3  | +1  |
| Bélgica    | 3   | 3  | 1  | 0  | 2  | 1  | 5  | -4  |
| Grecia     | 0   | 3  | 0  | 0  | 3  | 0  | 9  | -9  |

| 22 de septiembre de 2022 | Polonia                                     | 3:0 (2:0) | Grecia | Estadio Olímpico Camilo Cano, La Nucía, España |                         |
| 11:30 (CET)              | - Grzywińska 31' - Guzik 45+1' - Sikora 82' | Reporte   |        | Árbitra: Emanuela Rusta                        | Árbitra: Emanuela Rusta |

| 22 de septiembre de 2022 | España                                        | 4:0 (3:0) | Bélgica | Estadio Olímpico Camilo Cano, La Nucía, España |                           |
| 19:00 (CET)              | - Redondo 15', 32' - Barroso 40' - Segura 86' | Reporte   |         | Árbitra: Martina Molinaro                      | Árbitra: Martina Molinaro |

| 25 de septiembre de 2022 | Grecia | 0:1 (0:0) | Bélgica       | Pabellón Pau Gasol, Alfaz del Pi, España |                         |
| 11:30 (CET)              |        | Reporte   | - 70' Pirenne | Árbitra: Emanuela Rusta                  | Árbitra: Emanuela Rusta |

| 25 de septiembre de 2022 | España                               | 3:0 (2:0) | Polonia | Pabellón Pau Gasol, Alfaz del Pi, España |                        |
| 18:00 (CET)              | - Redondo 2' - López 9' - Arques 67' | Reporte   |         | Árbitra: Minka Vekkeli                   | Árbitra: Minka Vekkeli |

| 28 de septiembre de 2022 | Bélgica | 0:1 (0:1) | Polonia              | Pabellón Pau Gasol, Alfaz del Pi, España |                           |
| 12:00 (CET)              |         | Reporte   | - 45+6' Półrolniczak | Árbitra: Martina Molinaro                | Árbitra: Martina Molinaro |

| 28 de septiembre de 2022 | Grecia | 0:5 (0:2) | España                                                          | Estadio Olímpico Camilo Cano, La Nucía, España |                        |
| 12:00 (CET)              |        | Reporte   | - 41', 71' Requena - 43' (a.g.), 73' (a.g.) Zagkli - 58' Segura | Árbitra: Minka Vekkeli                         | Árbitra: Minka Vekkeli |

#### Grupo A3
Sede: Irlanda del Norte
| Equipo                | Pts | PJ | PG | PE | PP | GF | GC | Dif |
| --------------------- | --- | -- | -- | -- | -- | -- | -- | --- |
| Irlanda               | 6   | 3  | 2  | 0  | 1  | 4  | 3  | +1  |
| Finlandia             | 6   | 3  | 2  | 0  | 1  | 5  | 3  | +2  |
| Austria               | 6   | 3  | 2  | 0  | 1  | 4  | 1  | +3  |
| Irlanda del Norte (H) | 0   | 3  | 0  | 0  | 3  | 0  | 6  | -6  |

| 21 de octubre de 2022 | Irlanda | 0:1 (0:0) | Austria       | Seaview, Belfast, Irlanda del Norte |                       |
| 14:00 (CET)           |         | Reporte   | - 57' Gutmann | Árbitra: Jelena Kumer               | Árbitra: Jelena Kumer |

| 21 de octubre de 2022 | Finlandia           | 2:0 (0:0) | Irlanda del Norte | Seaview, Belfast, Irlanda del Norte |                       |
| 19:00 (CET)           | - Sarelius 50', 52' | Reporte   |                   | Árbitra: Deborah Anex               | Árbitra: Deborah Anex |

| 24 de octubre de 2022 | Finlandia                             | 2:3 (1:3) | Irlanda                                    | Seaview, Belfast, Irlanda del Norte |                            |
| 12:00 (CET)           | - Hassinen 34' - Kiviranta 82' (pen.) | Reporte   | - 10' Kelly - 28' Gallagher - 37' Loughrey | Árbitra: Silvia Gasperotti          | Árbitra: Silvia Gasperotti |

| 24 de octubre de 2022 | Austria                                    | 3:0 (0:0) | Irlanda del Norte | Solitude, Belfast, Irlanda del Norte |                       |
| 14:00 (CET)           | - Höcherl 50' - Gutmann 67' - Krassnig 84' | Reporte   |                   | Árbitra: Deborah Anex                | Árbitra: Deborah Anex |

| 27 de octubre de 2022 | Irlanda del Norte | 0:1 (0:1) | Irlanda              | Seaview, Belfast, Irlanda del Norte |                       |
| 14:00 (CET)           |                   | Reporte   | - 18' (a.g.) Mcneill | Árbitra: Jelena Kumer               | Árbitra: Jelena Kumer |

| 27 de octubre de 2022 | Austria | 0:1 (0:1) | Finlandia        | Solitude, Belfast, Irlanda del Norte |                            |
| 14:00 (CET)           |         | Reporte   | - 36' Lahikainen | Árbitra: Silvia Gasperotti           | Árbitra: Silvia Gasperotti |

#### Grupo A4
Sede: Italia
| Equipo     | Pts | PJ | PG | PE | PP | GF | GC | Dif |
| ---------- | --- | -- | -- | -- | -- | -- | -- | --- |
| Suiza      | 9   | 3  | 3  | 0  | 0  | 7  | 3  | +4  |
| Francia    | 6   | 3  | 2  | 0  | 1  | 11 | 8  | +3  |
| Italia (H) | 1   | 3  | 0  | 1  | 2  | 6  | 9  | -3  |
| Islandia   | 1   | 3  | 0  | 1  | 2  | 8  | 12 | -4  |

| 4 de octubre de 2022 | Francia        | 1:2 (1:1) | Suiza                   | Stadio Germano Todoli, Cervia, Italia |                               |
| 13:00 (CET)          | - Policnik 40' | Reporte   | - 30' Egli - 82' Arnold | Árbitra: Anastasia Mylopoulou         | Árbitra: Anastasia Mylopoulou |

| 4 de octubre de 2022 | Italia                           | 3:3 (2:0) | Islandia                                                  | Stadio Giuseppe Capanni, Savignano sul Rubicone, Italia |                         |
| 16:00 (CET)          | - Dragoni 33' - Girotto 44', 70' | Reporte   | - 50' Óskarsdóttir - 82' Egilsdóttir - 83' Halldórsdóttir | Árbitra: Sofik Torosyan                                 | Árbitra: Sofik Torosyan |

| 7 de octubre de 2022 | Islandia                    | 1:3 (1:1) | Suiza                                 | Stadio Valentino Mazzola, Santarcangelo di Romagna, Italia |                         |
| 13:00 (CET)          | - Óskarsdóttir 45+1' (pen.) | Reporte   | - 7', 63' Schertenleib - 49' Wandeler | Árbitra: Sofik Torosyan                                    | Árbitra: Sofik Torosyan |

| 7 de octubre de 2022 | Francia                                                            | 4:2 (3:0) | Italia                   | Stadio Tullo Morgagni, Forli, Italia |                                  |
| 16:00 (CET)          | - Ben Khaled 2' - Mendy 34' (pen.) - Policnik 45+1' - Ebayilin 52' | Reporte   | - 49' Cimò - 90+3' Razza | Árbitra: Frederikke Lydia Søkjær     | Árbitra: Frederikke Lydia Søkjær |

| 10 de octubre de 2022 | Suiza                  | 2:1 (2:0) | Italia     | Stadio Tullo Morgagni, Forli, Italia |                               |
| 16:00 (CET)           | - Stoob 20' - Egli 39' | Reporte   | - 56' Cimò | Árbitra: Anastasia Mylopoulou        | Árbitra: Anastasia Mylopoulou |

| 10 de octubre de 2022 | Islandia                                        | 4:6 (3:2) | Francia                                                          | Stadio Valentino Mazzola, Santarcangelo di Romagna, Italia |                                  |
| 16:00 (CET)           | - Tryggvadóttir 27', 32', 37' - Helgadóttir 88' | Reporte   | - 12' Mendy - 45+2', 55', 57' Ebayilin - 60' Camara - 69' Joseph | Árbitra: Frederikke Lydia Søkjær                           | Árbitra: Frederikke Lydia Søkjær |

#### Grupo A5
Sede: Eslovenia
| Equipo        | Pts | PJ | PG | PE | PP | GF | GC | Dif |
| ------------- | --- | -- | -- | -- | -- | -- | -- | --- |
| Alemania      | 9   | 3  | 3  | 0  | 0  | 13 | 3  | +10 |
| Eslovenia (H) | 4   | 3  | 1  | 1  | 1  | 4  | 2  | +2  |
| Serbia        | 4   | 3  | 1  | 1  | 1  | 4  | 3  | +1  |
| Turquía       | 0   | 3  | 0  | 0  | 3  | 2  | 15 | -13 |

| 19 de octubre de 2022 | Eslovenia | 0:0     | Serbia | Igrišče Terme Čatež, Čatež ob Savi, Eslovenia |                           |
| 17:00 (CET)           |           | Reporte |        | Árbitra: Alexandra Collin                     | Árbitra: Alexandra Collin |

| 19 de octubre de 2022 | Alemania | 9:1 (3:1) | Turquía       | Matija Gubec Stadium, Krško, Eslovenia |                     |
| 17:00 (CET)           | - Yiğit 5' (a.g.) - Wileschek 8' - Sahiti 22' - Schetter 47' - Walheim 51', 73' - Merino 58' - Schneider 71' - Milz 90+6' | Reporte   | - 41' Sentürk | Árbitra: Oxana Cruc                    | Árbitra: Oxana Cruc |

| 22 de octubre de 2022 | Serbia                                  | 3:1 (2:1) | Turquía       | Igrišče Terme Čatež, Čatež ob Savi, Eslovenia |                           |
| 17:00 (CET)           | - Uvalin 30' - Markovic 40' - Vasić 70' | Reporte   | - 15' Sentürk | Árbitra: Alexandra Collin                     | Árbitra: Alexandra Collin |

| 22 de octubre de 2022 | Alemania                     | 2:1 (0:0) | Eslovenia    | Matija Gubec Stadium, Krško, Eslovenia |                          |
| 17:00 (CET)           | - Walheim 56' - Preuss 90+1' | Reporte   | - 60' Testen | Árbitra: Teresa Oliveira               | Árbitra: Teresa Oliveira |

| 25 de octubre de 2022 | Turquía | 0:3 (0:1) | Eslovenia                              | Igrišče Terme Čatež, Čatež ob Savi, Eslovenia |                     |
| 17:00 (CET)           |         | Reporte   | - 9' Kramžar - 46' Omerza - 66' Testen | Árbitra: Oxana Cruc                           | Árbitra: Oxana Cruc |

| 25 de octubre de 2022 | Serbia      | 1:2 (1:0) | Alemania                   | Matija Gubec Stadium, Krško, Eslovenia |                          |
| 17:00 (CET)           | - Vasić 31' | Reporte   | - 56' Merino - 79' Bünning | Árbitra: Teresa Oliveira               | Árbitra: Teresa Oliveira |

#### Grupo A6
Sede: Estonia
| Equipo          | Pts | PJ | PG | PE | PP | GF | GC | Dif |
| --------------- | --- | -- | -- | -- | -- | -- | -- | --- |
| Inglaterra      | 9   | 3  | 3  | 0  | 0  | 17 | 1  | +16 |
| Dinamarca       | 6   | 3  | 2  | 0  | 1  | 12 | 4  | +8  |
| Estonia (H) (C) | 1   | 3  | 0  | 1  | 2  | 0  | 10 | -10 |
| Ucrania         | 1   | 3  | 0  | 1  | 2  | 1  | 15 | -14 |

| 7 de octubre de 2022 | Ucrania | 0:11 (0:6) | Inglaterra | Estadio Kadriorg, Tallin, Estonia |                       |
| 14:30 (CET)          |         | Reporte    | - Baker 21', 28' (pen.), 45+1', 55' - Potter 29', 50' - Harbert 32' - Agyemang 33' - Earl 67', 71' - Lia 90+2' | Árbitra: Merima Čelik             | Árbitra: Merima Čelik |

| 7 de octubre de 2022 | Dinamarca                                                                           | 7:0 (2:0) | Estonia | A. Le Coq Arena, Tallin, Estonia |                       |
| 18:00 (CET)          | - Kaihøj 16' - Aagaard 37' - Nielsen 54' - Saini 63', 78' - Holt 83' - Lerche 90+3' | Reporte   |         | Árbitra: Gamze Durmuş            | Árbitra: Gamze Durmuş |

| 10 de octubre de 2022 | Dinamarca                                          | 4:1 (3:0) | Ucrania         | Estadio Kadriorg, Tallin, Estonia      |                                        |
| 14:30 (CET)           | - Antvorskov 15', 43' - Byrnak 45+1' - Nielsen 74' | Reporte   | - 58' Astakhova | Árbitra: Ana Maria Alexandra Terteleac | Árbitra: Ana Maria Alexandra Terteleac |

| 10 de octubre de 2022 | Inglaterra                           | 3:0 (1:0) | Estonia | A. Le Coq Arena, Tallin, Estonia |                       |
| 18:00 (CET)           | - Baker 44' - Brown 89' - Earl 90+1' | Reporte   |         | Árbitra: Merima Čelik            | Árbitra: Merima Čelik |

| 13 de octubre de 2022 | Estonia | 0:0     | Ucrania | A. Le Coq Arena, Tallin, Estonia |                       |
| 14:30 (CET)           |         | Reporte |         | Árbitra: Gamze Durmuş            | Árbitra: Gamze Durmuş |

| 13 de octubre de 2022 | Inglaterra                             | 3:1 (2:0) | Dinamarca     | Estadio Kadriorg, Tallin, Estonia      |                                        |
| 14:30 (CET)           | - Earl 8' - Agyemang 18' - Baker 90+2' | Reporte   | - 81' Aagaard | Árbitra: Ana Maria Alexandra Terteleac | Árbitra: Ana Maria Alexandra Terteleac |

#### Grupo A7
Sede: Portugal
| Equipo       | Pts | PJ | PG | PE | PP | GF | GC | Dif |
| ------------ | --- | -- | -- | -- | -- | -- | -- | --- |
| Países Bajos | 9   | 3  | 3  | 0  | 0  | 11 | 2  | +9  |
| Portugal (H) | 6   | 3  | 2  | 0  | 1  | 3  | 3  | 0   |
| Suecia       | 3   | 3  | 1  | 0  | 2  | 4  | 7  | -3  |
| Escocia      | 0   | 3  | 0  | 0  | 3  | 3  | 9  | -6  |

| 19 de octubre de 2022 | Suecia | 0:1 (0:1) | Portugal      | Campo da Mata, Caldas da Rainha, Portugal |                            |
| 15:00 (CET)           |        | Reporte   | - 44' Correia | Árbitra: Ioanna Allayiotou                | Árbitra: Ioanna Allayiotou |

| 19 de octubre de 2022 | Países Bajos                                              | 4:1 (0:0) | Escocia     | Estádio Municipal, Marinha Grande, Portugal |                          |
| 17:00 (CET)           | - Weiman 54' - Janssen 76', 90+4' - Mcarthur 90+1' (a.g.) | Reporte   | - 66' Clark | Árbitra: Deborah Bianchi                    | Árbitra: Deborah Bianchi |

| 22 de octubre de 2022 | Portugal                   | 2:1 (0:0) | Escocia     | Campo da Mata, Caldas da Rainha, Portugal |                            |
| 15:00 (CET)           | - Gago 66' - Correia 90+1' | Reporte   | - 76' Berry | Árbitra: Ioanna Allayiotou                | Árbitra: Ioanna Allayiotou |

| 22 de octubre de 2022 | Países Bajos                                                               | 5:1 (3:0) | Suecia            | Estadio Dr. Magalhães Pessoa, Leiría, Portugal |                              |
| 17:00 (CET)           | - Björklund 9' (a.g.) - Janssen 24' - Van Hensbergen 26', 63' - Iedema 78' | Reporte   | - 90+3' Björnberg | Árbitra: Olatz Rivera Olmedo                   | Árbitra: Olatz Rivera Olmedo |

| 25 de octubre de 2022 | Escocia       | 1:3 (1:0) | Suecia                                          | Estádio Municipal, Marinha Grande, Portugal |                          |
| 15:00 (CET)           | - McAuley 17' | Reporte   | - 46' (a.g.) Gray - 68' Sjödahl - 90' Pelgander | Árbitra: Deborah Bianchi                    | Árbitra: Deborah Bianchi |

| 25 de octubre de 2022 | Portugal | 0:2 (0:1) | Países Bajos                   | Estádio Municipal, Óbidos, Portugal |                              |
| 15:00 (CET)           |          | Reporte   | - 40' Van Egmond - 55' Janssen | Árbitra: Olatz Rivera Olmedo        | Árbitra: Olatz Rivera Olmedo |

### Liga B

#### Grupo B1
Sede: Luxemburgo
| Equipo         | Pts | PJ | PG | PE | PP | GF | GC | Dif |
| -------------- | --- | -- | -- | -- | -- | -- | -- | --- |
| Bielorrusia    | 9   | 3  | 3  | 0  | 0  | 18 | 0  | +18 |
| Luxemburgo (H) | 6   | 3  | 2  | 0  | 1  | 4  | 3  | +1  |
| Armenia        | 3   | 3  | 1  | 0  | 2  | 3  | 7  | -4  |
| Georgia        | 0   | 3  | 0  | 0  | 3  | 0  | 15 | -15 |

| 4 de octubre de 2022 | Bielorrusia                                                                                   | 6:0 (2:0) | Armenia | John Grün, Mondorf-les-Bains, Luxemburgo |                      |
| 18:00 (CET)          | - Kavaliova 4', 84' - Karabanko 18' (pen.) - Kalinouskaya 61' - Yatsynovich 81' - Belavus 84' | Reporte   |         | Árbitra: Triinu Laos                     | Árbitra: Triinu Laos |

| 4 de octubre de 2022 | Luxemburgo             | 3:0 (0:0) | Georgia | Terrain Bousbierg, Bissen, Luxemburgo |                        |
| 20:00 (CET)          | - Schmit 66', 69', 89' | Reporte   |         | Árbitra: Olivia Tschon                | Árbitra: Olivia Tschon |

| 7 de octubre de 2022 | Bielorrusia                             | 3:0 (2:0) | Luxemburgo | John Grün, Mondorf-les-Bains, Luxemburgo |                             |
| 18:00 (CET)          | - Yatsynovich 5' - Kavaliova 40', 90+4' | Reporte   |            | Árbitra: Irena Velevačkoska              | Árbitra: Irena Velevačkoska |

| 7 de octubre de 2022 | Georgia | 0:3 (0:2) | Armenia                                     | Stade Alphonse Theis, Hesperange, Luxemburgo |                        |
| 20:00 (CET)          |         | Reporte   | - 19' (pen.), 24' Nersesian - 52' Vardanyan | Árbitra: Olivia Tschon                       | Árbitra: Olivia Tschon |

| 10 de octubre de 2022 | Armenia | 0:1 (0:1) | Luxemburgo | Stade Alphonse Theis, Hesperange, Luxemburgo |                      |
| 20:00 (CET)           |         | Reporte   | - 4' Alves | Árbitra: Triinu Laos                         | Árbitra: Triinu Laos |

| 10 de octubre de 2022 | Georgia | 0:9 (0:3) | Bielorrusia                                                                                   | Terrain Bousbierg, Bissen, Luxemburgo |                             |
| 20:00 (CET)           |         | Reporte   | - 4', 61', 66', 73' Siniauskaya - 32', 45' Kavaliova - 75' Rabrova - 79' Maher - 82' Karachun | Árbitra: Irena Velevačkoska           | Árbitra: Irena Velevačkoska |

#### Grupo B2
Sede: Albania
| Equipo              | Pts | PJ | PG | PE | PP | GF | GC | Dif |
| ------------------- | --- | -- | -- | -- | -- | -- | -- | --- |
| Macedonia del Norte | 9   | 3  | 3  | 0  | 0  | 9  | 3  | +6  |
| Kosovo              | 6   | 3  | 2  | 0  | 1  | 16 | 2  | +14 |
| Albania (H)         | 3   | 3  | 1  | 0  | 2  | 11 | 12 | -1  |
| Moldavia            | 0   | 3  | 0  | 0  | 3  | 1  | 20 | -19 |

| 18 de octubre de 2022 | Kosovo                                                                          | 9:0 (5:0) | Moldavia | Estadio Selman Stërmasi, Tirana, Albania |                             |
| 13:00 (CET)           | - Shabani 2', 17', 22', 78' - Feka 15' - Bela 28', 53' - Paci 70' - Mulliqi 74' | Reporte   |          | Árbitra: Jelena Jermolajeva              | Árbitra: Jelena Jermolajeva |

| 18 de octubre de 2022 | Macedonia del Norte                                                    | 5:2 (2:2) | Albania                  | Elbasan Arena, Elbasan, Albania |                          |
| 14:30 (CET)           | - Mitkovska 13' - Gjorgjieva 45+3' - Pavlovska 52', 72' - Vasileva 87' | Reporte   | - 33' Methoxha - 34' Ago | Árbitra: Louise Thompson        | Árbitra: Louise Thompson |

| 21 de octubre de 2022 | Kosovo    | 1:2 (1:2) | Macedonia del Norte    | Estadio Selman Stërmasi, Tirana, Albania |                               |
| 13:00 (CET)           | - Paci 7' | Reporte   | - 35', 45+1' Mitkovska | Árbitra: Tatyana Sorokopudova            | Árbitra: Tatyana Sorokopudova |

| 21 de octubre de 2022 | Albania                                                                           | 9:1 (4:1) | Moldavia       | Elbasan Arena, Elbasan, Albania |                          |
| 14:30 (CET)           | - Vasa 10', 45+3', 77' - Ago 11', 58', 64' - Ndoj 20' - Methoxha 71' - Brahaj 81' | Reporte   | - 18' Nichifor | Árbitra: Louise Thompson        | Árbitra: Louise Thompson |

| 24 de octubre de 2022 | Moldavia | 0:2 (0:0) | Macedonia del Norte          | Estadio Selman Stërmasi, Tirana, Albania |                             |
| 14:30 (CET)           |          | Reporte   | - 79' Ibraimi - 82' Ilievska | Árbitra: Jelena Jermolajeva              | Árbitra: Jelena Jermolajeva |

| 24 de octubre de 2022 | Albania | 0:6 (0:3) | Kosovo                                                          | Elbasan Arena, Elbasan, Albania |                               |
| 14:30 (CET)           |         | Reporte   | - 6', 54' Paci - 10', 44' Shabani - 49' Feka - 75' (a.g.) Ndoci | Árbitra: Tatyana Sorokopudova   | Árbitra: Tatyana Sorokopudova |

#### Grupo B3
Sede: Bulgaria
| Equipo       | Pts | PJ | PG | PE | PP | GF | GC | Dif |
| ------------ | --- | -- | -- | -- | -- | -- | -- | --- |
| Croacia      | 6   | 2  | 2  | 0  | 0  | 6  | 0  | +6  |
| Islas Feroe  | 1   | 2  | 0  | 1  | 1  | 0  | 1  | -1  |
| Bulgaria (H) | 1   | 2  | 0  | 1  | 1  | 0  | 5  | -5  |

| 9 de noviembre de 2022 | Bulgaria | 0:5 (0:1) | Croacia                                                                            | Albena 1, Albena, Bulgaria |                         |
| 14:30 (CET)            |          | Reporte   | - 6' Veseli - 51' Vračević - 55' Petković - 76' (pen.) Lovrić - 90+4' (pen.) Vunić | Árbitra: Emanuela Rusta    | Árbitra: Emanuela Rusta |

| 12 de noviembre de 2022 | Croacia      | 1:0 (0:0) | Islas Feroe | Albena 1, Albena, Bulgaria |                      |
| 14:30 (CET)             | - Lovrić 78' | Reporte   |             | Árbitra: Tanja Račić       | Árbitra: Tanja Račić |

| 15 de noviembre de 2022 | Islas Feroe | 0:0     | Bulgaria | Albena 1, Albena, Bulgaria |                          |
| 14:30 (CET)             |             | Reporte |          | Árbitra: Deborah Bianchi   | Árbitra: Deborah Bianchi |

#### Grupo B4
Sede: Letonia
| Equipo      | Pts | PJ | PG | PE | PP | GF | GC | Dif |
| ----------- | --- | -- | -- | -- | -- | -- | -- | --- |
| Eslovaquia  | 6   | 2  | 2  | 0  | 0  | 11 | 0  | +11 |
| Letonia (H) | 3   | 2  | 1  | 0  | 1  | 4  | 6  | -2  |
| Azerbaiyán  | 0   | 2  | 0  | 0  | 2  | 0  | 9  | -9  |

| 23 de octubre de 2022 | Letonia                                    | 4:0 (2:0) | Azerbaiyán | Salaspils stadions, Salaspils, Letonia |                    |
| 19:00 (CET)           | - Sīpola 26', 35', 54' - Belova 59' (pen.) | Reporte   |            | Árbitra: Lisa Benn                     | Árbitra: Lisa Benn |

| 26 de octubre de 2022 | Azerbaiyán | 0:5 (0:2) | Eslovaquia                                                                  | Salaspils stadions, Salaspils, Letonia |                              |
| 13:00 (CET)           |            | Reporte   | - 21' Bučková - 42' Pajunková - 46' Gondová - 56' Straková - 90' Kramlíková | Árbitra: Anastasiya Romanyuk           | Árbitra: Anastasiya Romanyuk |

| 29 de octubre de 2022 | Eslovaquia                                                     | 6:0 (5:0) | Letonia | Salaspils stadions, Salaspils, Letonia |                           |
| 19:30 (CET)           | - Horváthová 10' - Sluková 20', 40', 82' - Martišková 24', 28' | Reporte   |         | Árbitra: Emilie Torkelsen              | Árbitra: Emilie Torkelsen |

#### Grupo B5
Sede: Israel
| Equipo     | Pts | PJ | PG | PE | PP | GF | GC | Dif |
| ---------- | --- | -- | -- | -- | -- | -- | -- | --- |
| Gales      | 6   | 2  | 2  | 0  | 0  | 8  | 0  | +8  |
| Israel (H) | 3   | 2  | 1  | 0  | 1  | 4  | 5  | -1  |
| Montenegro | 0   | 2  | 0  | 0  | 2  | 1  | 8  | -7  |

| 27 de octubre de 2022 | Israel                                         | 4:1 (3:0) | Montenegro      | National team complex, Shefayim, Israel |                         |
| 14:00 (CET)           | - Biru 17' - Moscovici 44' - Workou 45+3', 80' | Reporte   | - 82' Čađenović | Árbitra: Viki De Cremer                 | Árbitra: Viki De Cremer |

| 30 de octubre de 2022 | Montenegro | 0:4 (0:1) | Gales                                                      | National team complex, Shefayim, Israel |                          |
| 10:30 (CET)           |            | Reporte   | - 14' (pen.) Cole - 77' Denham - 82' McMahon - 86' Perrott | Árbitra: Fabienne Michel                | Árbitra: Fabienne Michel |

| 2 de noviembre de 2022 | Gales                             | 4:0 (2:0) | Israel | National team complex, Shefayim, Israel |                             |
| 15:00 (CET)            | - Cole 4', 17', 68' - Francis 46' | Reporte   |        | Árbitra: Jurgita Mačikunytė             | Árbitra: Jurgita Mačikunytė |

#### Grupo B6
Sede: Rumanía
| Equipo      | Pts | PJ | PG | PE | PP | GF | GC | Dif |
| ----------- | --- | -- | -- | -- | -- | -- | -- | --- |
| Rumania (H) | 3   | 2  | 1  | 0  | 1  | 3  | 2  | +1  |
| Kazajistán  | 3   | 2  | 1  | 0  | 1  | 2  | 2  | 0   |
| Lituania    | 3   | 2  | 1  | 0  | 1  | 1  | 2  | -1  |

| 5 de octubre de 2022 | Rumania                 | 2:0 (1:0) | Lituania | Buftea Football Center, Buftea, Rumania |                            |
| 18:00 (CET)          | - Szoke 30' - Filip 69' | Reporte   |          | Árbitra: Caroline Lanssens              | Árbitra: Caroline Lanssens |

| 8 de octubre de 2022 | Lituania           | 1:0 (0:0) | Kazajistán | Buftea Football Center, Buftea, Rumania |                                   |
| 18:00 (CET)          | - Penkauskaitė 62' | Reporte   |            | Árbitra: Zulema González González       | Árbitra: Zulema González González |

| 11 de octubre de 2022 | Kazajistán                      | 2:1 (2:0) | Rumania          | Buftea Football Center, Buftea, Rumania |                               |
| 18:00 (CET)           | - Kozhabekova 21' - Orynbay 44' | Reporte   | - 57' Dincă-Vuia | Árbitra: Andromachi Tsiofliki           | Árbitra: Andromachi Tsiofliki |

#### Ranking de los segundos puestos
Clasificación definitiva de terceros de grupo tras los partidos disputados el 2022:
| Pos. | Grupo | Equipo      | PJ | PG | PE | PP | GF | GC | DG | Pts |
| ---- | ----- | ----------- | -- | -- | -- | -- | -- | -- | -- | --- |
| 1    | B2    | Kosovo      | 2  | 1  | 0  | 1  | 7  | 2  | +5 | 3   |
| 2    | B6    | Kazajistán  | 2  | 1  | 0  | 1  | 2  | 2  | 0  | 3   |
| 3    | B5    | Israel      | 2  | 1  | 0  | 1  | 4  | 5  | -1 | 3   |
| 4    | B4    | Letonia     | 2  | 1  | 0  | 1  | 4  | 6  | -2 | 3   |
| 5    | B1    | Luxemburgo  | 2  | 1  | 0  | 1  | 1  | 3  | -2 | 3   |
| 6    | B3    | Islas Feroe | 2  | 0  | 1  | 1  | 0  | 1  | -1 | 1   |

## Segunda Ronda
El sorteo de la segunda ronda se realizó el 7 de diciembre de 2022. A esta ronda avanzaron 28 equipos, veintiún equipos de la Primera Ronda de la Liga A y siete ascendidos de la  Primera Ronda de la Liga B (seis campeones de grupo y el mejor subcampeón). Los equipos se dividirán en siete equipos de cuatro grupos. Los siete campeones de grupo se unirán a Estonia en la fase final de 2023, Si Estonia gana su grupo, también se clasificará la mejor segunda. Estonia participará en esta ronda aunque tiene asegurado un puesto en la fase final como anfitriona. La ganadora de grupo y la segunda mejor clasificada con el mejor registro contra la primera y tercera de su grupo, accederá a la Primera Ronda de la Liga A 2023/24.

### Liga A

#### Grupo A1
Sede: Rumanía
| Equipo          | Pts | PJ | PG | PE | PP | GF | GC | Dif |
| --------------- | --- | -- | -- | -- | -- | -- | -- | --- |
| Polonia         | 7   | 3  | 2  | 1  | 0  | 6  | 3  | +3  |
| Rumania (H)     | 6   | 3  | 2  | 0  | 1  | 6  | 5  | +1  |
| República Checa | 4   | 3  | 1  | 1  | 1  | 7  | 3  | +4  |
| Estonia (C)     | 0   | 3  | 0  | 0  | 3  | 3  | 11 | -8  |

| 8 de marzo de 2023 | Estonia | 0:2 (0:2) | Polonia                   | Football Centre FRF, Buftea, Rumanía |                        |
| 10:00 (CET)        |         | Reporte   | - 18', 45+2' Gliszczyńska | Árbitra: Audrey Gerbel               | Árbitra: Audrey Gerbel |

| 8 de marzo de 2023 | República Checa | 0:1 (0:1) | Rumania      | Football Centre FRF, Buftea, Rumanía |                       |
| 15:00 (CET)        |                 | Reporte   | - 32' Stancu | Árbitra: Lotta Vuorio                | Árbitra: Lotta Vuorio |

| 11 de marzo de 2023 | República Checa                                                      | 5:0 (3:0) | Estonia | Football Centre FRF, Buftea, Rumanía |                         |
| 10:00 (CET)         | - Krejčová 14' - Jakubů 35' - Kroupová 39' - Vithová 53' (pen.), 84' | Reporte   |         | Árbitra: Stacey Pearson              | Árbitra: Stacey Pearson |

| 11 de marzo de 2023 | Polonia                                   | 2:1 (0:1) | Rumania      | Football Centre FRF, Buftea, Rumanía |                        |
| 15:00 (CET)         | - Półrolniczak 64' (pen.) - Kuprowska 82' | Reporte   | - 33' Stancu | Árbitra: Audrey Gerbel               | Árbitra: Audrey Gerbel |

| 14 de marzo de 2023 | Rumania                                      | 4:3 (2:0) | Estonia                                       | Football Centre FRF, Buftea, Rumanía |                       |
| 15:00 (CET)         | - Boboc 11' - Mihaescu 43', 57' - Stancu 67' | Reporte   | - 63' (pen.) Orlova - 79' Õispuu - 82' Mirjam | Árbitra: Lotta Vuorio                | Árbitra: Lotta Vuorio |

| 14 de marzo de 2023 | Polonia                             | 2:2 (1:1) | República Checa                 | Estadio Concordia, Chiajna, Rumanía |                         |
| 15:00 (CET)         | - Jagodzińska 27' - Kuprowska 90+6' | Reporte   | - 39' Jančářová - 81' Kadlecová | Árbitra: Stacey Pearson             | Árbitra: Stacey Pearson |

#### Grupo A2
Sede: Croacia
| Equipo      | Pts | PJ | PG | PE | PP | GF | GC | Dif |
| ----------- | --- | -- | -- | -- | -- | -- | -- | --- |
| Inglaterra  | 7   | 3  | 2  | 1  | 0  | 9  | 1  | +8  |
| Bélgica     | 4   | 3  | 1  | 1  | 1  | 4  | 7  | -3  |
| Noruega     | 4   | 3  | 1  | 1  | 1  | 4  | 3  | +1  |
| Croacia (H) | 1   | 3  | 0  | 1  | 2  | 2  | 8  | -6  |

| 12 de marzo de 2023 | Inglaterra                              | 4:0 (3:0) | Croacia | Gradski stadion Sinj, Sinj, Croacia |                               |
| 11:00 (CET)         | - Round 4' - Agyemang 9', 39' - Lia 87' | Reporte   |         | Árbitra: Anastasia Mylopoulou       | Árbitra: Anastasia Mylopoulou |

| 12 de marzo de 2023 | Bélgica                     | 2:1 (0:0) | Noruega         | Gradski stadion Hrvace, Hrvace, Croacia |                        |
| 15:00 (CET)         | - Hubaut 78' - Demoulin 82' | Reporte   | - 55' Andersson | Árbitra: Minka Vekkeli                  | Árbitra: Minka Vekkeli |

| 15 de marzo de 2023 | Inglaterra                                    | 4:0 (2:0) | Bélgica | Gradski stadion Sinj, Sinj, Croacia |                             |
| 15:00 (CET)         | - Parkinson 17' - Potter 19' - Baker 56', 75' | Reporte   |         | Árbitra: Kristina Georgieva         | Árbitra: Kristina Georgieva |

| 16 de marzo de 2023 | Noruega                               | 2:0 (0:0) | Croacia | Gradski stadion Hrvace, Hrvace, Croacia |                        |
| 11:00 (CET)         | - Strømnes 64' (pen.) - Andersson 85' | Reporte   |         | Árbitra: Minka Vekkeli                  | Árbitra: Minka Vekkeli |

| 18 de marzo de 2023 | Croacia                     | 2:2 (0:1) | Bélgica                          | Gradski stadion Sinj, Sinj, Croacia |                               |
| 11:00 (CET)         | - Petković 47' - Gavrić 76' | Reporte   | - 34' Van Besauw - 87' Vanluyten | Árbitra: Anastasia Mylopoulou       | Árbitra: Anastasia Mylopoulou |

| 18 de marzo de 2023 | Noruega           | 1:1 (1:1) | Inglaterra         | Gradski stadion Hrvace, Hrvace, Croacia |                             |
| 11:00 (CET)         | - Svendheim 45+2' | Reporte   | - 36' (pen.) Baker | Árbitra: Kristina Georgieva             | Árbitra: Kristina Georgieva |

#### Grupo A3
Sede: Portugal
| Equipo              | Pts | PJ | PG | PE | PP | GF | GC | Dif |
| ------------------- | --- | -- | -- | -- | -- | -- | -- | --- |
| Alemania            | 7   | 3  | 2  | 1  | 0  | 20 | 4  | +16 |
| Portugal (H)        | 7   | 3  | 2  | 1  | 0  | 13 | 2  | +11 |
| Hungría             | 3   | 3  | 1  | 0  | 2  | 9  | 9  | 0   |
| Macedonia del Norte | 0   | 3  | 0  | 0  | 3  | 0  | 27 | -27 |

| 23 de marzo de 2023 | Alemania | 13:0 (5:0) | Macedonia del Norte | Real Sport Club, Queluz, Portugal |                           |
| 15:00 (CET)         | - Merino 3', 29', 32', 42' - Schmidt 45+1' - Portella 47', 90+1' - Krüger 53', 54' - Röder 67' - Baum 69' - Scholz 71', 79' | Reporte    |                     | Árbitra: Maria Ennsgraber         | Árbitra: Maria Ennsgraber |

| 23 de marzo de 2023 | Hungría | 0:4 (0:3) | Portugal                                       | Estadio Nacional de Portugal, Oeiras, Portugal |                            |
| 18:00 (CET)         |         | Reporte   | - 16' Correia - 35', 50' Martins - 37' Machado | Árbitra: Caroline Lanssens                     | Árbitra: Caroline Lanssens |

| 26 de marzo de 2023 | Alemania                                               | 5:2 (3:0) | Hungría                    | Estadio Nacional de Portugal, Oeiras, Portugal |                          |
| 13:00 (CET)         | - Merino 27', 43' - Acsádi 35' (a.g.) - Boboy 81', 84' | Reporte   | - 49' Gégény - 90+2' Murár | Árbitra: Deborah Bianchi                       | Árbitra: Deborah Bianchi |

| 26 de marzo de 2023 | Portugal                                                                              | 7:0 (3:0) | Macedonia del Norte | Cidade do Futebol, Oeiras, Portugal |                            |
| 16:00 (CET)         | - Martins 19' (pen.), 34' - Tomaz 45+3' - Correia 68' - Marques 75', 90+1' - Bras 88' | Reporte   |                     | Árbitra: Caroline Lanssens          | Árbitra: Caroline Lanssens |

| 29 de marzo de 2023 | Macedonia del Norte | 0:7 (0:3) | Hungría                                                                 | Real Sport Club, Queluz, Portugal |                           |
| 15:00 (CET)         |                     | Reporte   | - 33' Murár - 35' Kágyi - 40', 79' Sinka - 57' Acsádi - 83', 90+5' Nagy | Árbitra: Maria Ennsgraber         | Árbitra: Maria Ennsgraber |

| 29 de marzo de 2023 | Portugal                   | 2:2 (1:0) | Alemania                    | Cidade do Futebol, Oeiras, Portugal |                          |
| 15:00 (CET)         | - Guedes 41' - Mariano 53' | Reporte   | - 56' Schetter - 66' Scholz | Árbitra: Deborah Bianchi            | Árbitra: Deborah Bianchi |

#### Grupo A4
Sede: Eslovenia
| Equipo        | Pts | PJ | PG | PE | PP | GF | GC | Dif |
| ------------- | --- | -- | -- | -- | -- | -- | -- | --- |
| Suiza         | 9   | 3  | 3  | 0  | 0  | 7  | 1  | +6  |
| Eslovenia (H) | 6   | 3  | 2  | 0  | 1  | 3  | 3  | 0   |
| Austria       | 3   | 3  | 1  | 0  | 2  | 4  | 2  | +2  |
| Eslovaquia    | 0   | 3  | 0  | 0  | 3  | 0  | 8  | -8  |

| 17 de marzo de 2023 | Austria | 0:1 (0:0) | Eslovenia    | Igrišče Terme Čatež, Čatež ob Savi, Eslovenia |                             |
| 15:30 (CET)         |         | Reporte   | - 51' Omerzu | Árbitra: Nanna Løf Andersen                   | Árbitra: Nanna Løf Andersen |

| 17 de marzo de 2023 | Suiza                         | 3:0 (1:0) | Eslovaquia | Stadion Brežice, Brežice, Eslovenia |                            |
| 15:30 (CET)         | - Pfister 36', 84' - Egli 79' | Reporte   |            | Árbitra: Michaela Pachtova          | Árbitra: Michaela Pachtova |

| 20 de marzo de 2023 | Suiza      | 1:0 (1:0) | Austria | Stadion Brežice, Brežice, Eslovenia |                              |
| 15:30 (CET)         | - Egli 13' | Reporte   |         | Árbitra: Olatz Rivera Olmedo        | Árbitra: Olatz Rivera Olmedo |

| 20 de marzo de 2023 | Eslovenia      | 1:0 (0:0) | Eslovaquia | Igrišče Terme Čatež, Čatež ob Savi, Eslovenia |                             |
| 15:30 (CET)         | - Plevel 90+4' | Reporte   |            | Árbitra: Nanna Løf Andersen                   | Árbitra: Nanna Løf Andersen |

| 23 de marzo de 2023 | Eslovaquia | 0:4 (0:2) | Austria                                       | Stadion Brežice, Brežice, Eslovenia |                            |
| 15:30 (CET)         |            | Reporte   | - 7' Sisic - 35' Albrecht - 49', 78' Illinger | Árbitra: Michaela Pachtova          | Árbitra: Michaela Pachtova |

| 23 de marzo de 2023 | Eslovenia    | 1:3 (1:1) | Suiza                                             | Igrišče Terme Čatež, Čatež ob Savi, Eslovenia |                              |
| 15:30 (CET)         | - Testen 18' | Reporte   | - 8' Schertenleib - 63' Klingenstein - 90+1' Egli | Árbitra: Olatz Rivera Olmedo                  | Árbitra: Olatz Rivera Olmedo |

#### Grupo A5
Sede: Francia
| Equipo      | Pts | PJ | PG | PE | PP | GF | GC | Dif |
| ----------- | --- | -- | -- | -- | -- | -- | -- | --- |
| Francia (H) | 9   | 3  | 3  | 0  | 0  | 14 | 2  | +12 |
| Irlanda     | 6   | 3  | 2  | 0  | 1  | 5  | 6  | -1  |
| Italia      | 3   | 3  | 1  | 0  | 2  | 5  | 4  | +1  |
| Kosovo      | 0   | 3  | 0  | 0  | 3  | 0  | 12 | -12 |

| 23 de marzo de 2023 | Irlanda                                   | 3:0 (3:0) | Kosovo | Stade Intercommunal J-A Maye, Tarnos, Francia |                         |
| 13:00 (CET)         | - Bradley 8' - Ralph 25' - Fitzgerald 27' | Reporte   |        | Árbitra: Vanja Jankovic                       | Árbitra: Vanja Jankovic |

| 23 de marzo de 2023 | Italia      | 1:3 (0:3) | Francia                                  | Stade Saint-Jean, Anglet, Francia |                            |
| 16:00 (CET)         | - Testa 52' | Reporte   | - 15' N. Traore - 40' Joseph - 45' Mendy | Árbitra: Maral Mirzai Beni        | Árbitra: Maral Mirzai Beni |

| 26 de marzo de 2023 | Irlanda          | 1:0 (1:0) | Italia | Stade Intercommunal J-A Maye, Tarnos, Francia |                       |
| 11:00 (CET)         | - Fitzgerald 25' | Reporte   |        | Árbitra: Deborah Anex                         | Árbitra: Deborah Anex |

| 26 de marzo de 2023 | Francia                                                                     | 5:0 (3:0) | Kosovo | Stade Saint-Jean, Anglet, Francia |                            |
| 14:00 (CET)         | - Rambaud 18' - Ben Khaled 23' - Joseph 36' - K. Traore 74' - Effa Effa 79' | Reporte   |        | Árbitra: Maral Mirzai Beni        | Árbitra: Maral Mirzai Beni |

| 29 de marzo de 2023 | Kosovo | 0:4 (0:2) | Italia                                           | Stade Saint-Jean, Anglet, Francia |                         |
| 13:00 (CET)         |        | Reporte   | - 7' Sciabica - 9' Pizzuti - 80', 81' Pellegrino | Árbitra: Vanja Jankovic           | Árbitra: Vanja Jankovic |

| 29 de marzo de 2023 | Francia                                                             | 6:1 (1:1) | Irlanda      | Stade Intercommunal J-A Maye, Tarnos, Francia |                       |
| 13:00 (CET)         | - N. Traore 9' - Joseph 61', 64' - Mendy 84', 88' - K. Traore 90+5' | Reporte   | - 37' Turner | Árbitra: Deborah Anex                         | Árbitra: Deborah Anex |

#### Grupo A6
Sede: Serbia
| Equipo      | Pts | PJ | PG | PE | PP | GF | GC | Dif |
| ----------- | --- | -- | -- | -- | -- | -- | -- | --- |
| España      | 9   | 3  | 3  | 0  | 0  | 14 | 1  | +13 |
| Dinamarca   | 6   | 3  | 2  | 0  | 1  | 9  | 3  | +6  |
| Bielorrusia | 1   | 3  | 0  | 1  | 2  | 0  | 9  | -9  |
| Serbia (H)  | 1   | 3  | 0  | 1  | 2  | 0  | 10 | -10 |

| 12 de marzo de 2023 | España                                                                          | 6:0 (3:0) | Bielorrusia | Sports Center of FA of Serbia, Stara Pazova, Serbia |                    |
| 11:00 (CET)         | - Martínez 19' - López 27', 82' - Librán 45' - Harshkova 62' (a.g.) - Gómez 77' | Reporte   |             | Árbitra: Lisa Benn                                  | Árbitra: Lisa Benn |

| 12 de marzo de 2023 | Serbia | 0:5 (0:1) | Dinamarca                                                      | Sports Center of FA of Serbia, Stara Pazova, Serbia |                      |
| 14:00 (CET)         |        | Reporte   | - 30' Christensen - 67' Saini - 75' Pedersen - 88', 90' Lerche | Árbitra: Triinu Laos                                | Árbitra: Triinu Laos |

| 15 de marzo de 2023 | Dinamarca                                | 3:0 (2:0) | Bielorrusia | Sports Center of FA of Serbia, Stara Pazova, Serbia |                      |
| 11:00 (CET)         | - Lerche 8' - Kaihøj 13' - Nielsen 90+2' | Reporte   |             | Árbitra: Triinu Laos                                | Árbitra: Triinu Laos |

| 15 de marzo de 2023 | España                                                         | 5:0 (2:0) | Serbia | Sports Center of FA of Serbia, Stara Pazova, Serbia |                           |
| 14:00 (CET)         | - Alguacil 34', 82' - López 38' - Redondo 51' - Comendador 87' | Reporte   |        | Árbitra: Michalina Diakow                           | Árbitra: Michalina Diakow |

| 18 de marzo de 2023 | Bielorrusia | 0:0     | Serbia | Sports Center of FA of Serbia, Stara Pazova, Serbia |                    |
| 14:00 (CET)         |             | Reporte |        | Árbitra: Lisa Benn                                  | Árbitra: Lisa Benn |

| 18 de marzo de 2023 | Dinamarca     | 1:3 (0:2) | España                       | Sports Center of FA of Serbia, Stara Pazova, Serbia |                           |
| 14:00 (CET)         | - Nielsen 85' | Reporte   | - 41', 45+1', 90+1' Alguacil | Árbitra: Michalina Diakow                           | Árbitra: Michalina Diakow |

#### Grupo A7
Sede: Países Bajos
| Equipo           | Pts | PJ | PG | PE | PP | GF | GC | Dif |
| ---------------- | --- | -- | -- | -- | -- | -- | -- | --- |
| Suecia           | 9   | 3  | 3  | 0  | 0  | 6  | 2  | +4  |
| Países Bajos (H) | 6   | 3  | 2  | 0  | 1  | 7  | 3  | +4  |
| Finlandia        | 3   | 3  | 1  | 0  | 2  | 5  | 6  | -1  |
| Gales            | 0   | 3  | 0  | 0  | 3  | 2  | 9  | -7  |

| 8 de marzo de 2023 | Países Bajos                                              | 4:0 (1:0) | Gales | Sportpark Vondersweijde, Oldenzaal, Países Bajos |                      |
| 19:00 (CET)        | - Oude Elberink 32', 52' (pen.) - Weiman 49' - Iedema 84' | Reporte   |       | Árbitra: Réka Molnar                             | Árbitra: Réka Molnar |

| 8 de marzo de 2023 | Suecia                              | 2:1 (1:0) | Finlandia   | Sportpark Bovenmolen, Oldebroek, Países Bajos |                           |
| 19:00 (CET)        | - Pelgander 24' (pen.) - Jensen 52' | Reporte   | - 57' Walta | Árbitra: Alexandra Collin                     | Árbitra: Alexandra Collin |

| 11 de marzo de 2023 | Países Bajos | 0:1 (0:0) | Suecia         | Sportpark Bovenmolen, Oldebroek, Países Bajos |                            |
| 16:00 (CET)         |              | Reporte   | - 75' Holmberg | Árbitra: Michèle Schmölzer                    | Árbitra: Michèle Schmölzer |

| 11 de marzo de 2023 | Finlandia                     | 2:1 (1:0) | Gales           | Sportpark Vondersweijde, Oldenzaal, Países Bajos |                           |
| 16:00 (CET)         | - Ulenius 6' - Ljesnjanin 82' | Reporte   | - 66' Griffiths | Árbitra: Alexandra Collin                        | Árbitra: Alexandra Collin |

| 14 de marzo de 2023 | Gales               | 1:3 (0:1) | Suecia                                       | Sportpark Bovenmolen, Oldebroek, Países Bajos |                      |
| 19:00 (CET)         | - Hughes 57' (pen.) | Reporte   | - 44' Sjöblom - 46' Hultbäck - 88' Andersson | Árbitra: Réka Molnar                          | Árbitra: Réka Molnar |

| 14 de marzo de 2023 | Finlandia                   | 2:3 (1:0) | Países Bajos                               | Sportpark Vondersweijde, Oldenzaal, Países Bajos |                            |
| 19:00 (CET)         | - Kiviranta 34' - Walta 58' | Reporte   | - 55' Proost - 67' Elberink - 69' Zuidberg | Árbitra: Michèle Schmölzer                       | Árbitra: Michèle Schmölzer |

### Liga B

#### Grupo B1
Sede: Lituania
| Equipo       | Pts | PJ | PG | PE | PP | GF | GC | Dif |
| ------------ | --- | -- | -- | -- | -- | -- | -- | --- |
| Grecia       | 9   | 3  | 3  | 0  | 0  | 12 | 0  | +12 |
| Islas Feroe  | 6   | 3  | 2  | 0  | 1  | 8  | 3  | +5  |
| Lituania (H) | 3   | 3  | 1  | 0  | 2  | 6  | 7  | -1  |
| Moldavia     | 0   | 3  | 0  | 0  | 3  | 0  | 16 | -16 |

| 24 de marzo de 2023 | Lituania           | 1:2 (0:2) | Islas Feroe                  | Estadio LFF, Vilna, Lituania |                         |
| 10:00 (CET)         | - Penkauskaitė 84' | Reporte   | - 21' Jakobsen - 30' Dalheim | Árbitra: Jana Van Laere      | Árbitra: Jana Van Laere |

| 24 de marzo de 2023 | Grecia                                                  | 5:0 (2:0) | Moldavia | Estadio LFF, Vilna, Lituania |                             |
| 15:00 (CET)         | - Fanouraki 14', 79' - Ivits 45+1' - Lazarakis 47', 48' | Reporte   |          | Árbitra: Farida Lutfaliyeva  | Árbitra: Farida Lutfaliyeva |

| 27 de marzo de 2023 | Islas Feroe                                                                           | 6:0 (2:0) | Moldavia | Estadio LFF, Vilna, Lituania |                         |
| 08:00 (CET)         | - Johannesen 12' - Dalheim 13' - Mikkelsen 55', 74' - Godtfred 67' - Lazăr 71' (a.g.) | Reporte   |          | Árbitra: Jana Van Laere      | Árbitra: Jana Van Laere |

| 27 de marzo de 2023 | Grecia                                                             | 5:0 (3:0) | Lituania | Estadio LFF, Vilna, Lituania |                            |
| 13:00 (CET)         | - Fakinou 7' - Kosta 32', 89' - Lazarakis 45' - Giovani 61' (pen.) | Reporte   |          | Árbitra: Silvia Gasperotti   | Árbitra: Silvia Gasperotti |

| 30 de marzo de 2023 | Islas Feroe | 0:2 (0:1) | Grecia                       | Estadio LFF, Vilna, Lituania |                            |
| 08:00 (CET)         |             | Reporte   | - 21' Fakinou - 90+3' Gianni | Árbitra: Silvia Gasperotti   | Árbitra: Silvia Gasperotti |

| 30 de marzo de 2023 | Moldavia | 0:5 (0:3) | Lituania                                                                        | Estadio LFF, Vilna, Lituania |                             |
| 13:00 (CET)         |          | Reporte   | - 11' (pen.), 29' Kazarina - 38' (a.g.) Lazăr - 52' Jokubaitytė - 83' Medvedeva | Árbitra: Farida Lutfaliyeva  | Árbitra: Farida Lutfaliyeva |

#### Grupo B2
Sede: Bosnia y Herzegovina
| Equipo                   | Pts | PJ | PG | PE | PP | GF | GC | Dif |
| ------------------------ | --- | -- | -- | -- | -- | -- | -- | --- |
| Bosnia y Herzegovina (H) | 9   | 3  | 3  | 0  | 0  | 11 | 2  | +9  |
| Montenegro               | 6   | 3  | 2  | 0  | 1  | 21 | 5  | +16 |
| Azerbaiyán               | 3   | 3  | 1  | 0  | 2  | 3  | 8  | -5  |
| Kazajistán               | 0   | 3  | 0  | 0  | 3  | 0  | 20 | -20 |

| 22 de marzo de 2023 | Azerbaiyán                            | 2:0 (1:0) | Kazajistán | Novi Gradski, Ugljevik, Bosnia y Herzegovina |                         |
| 14:00 (CET)         | - Salamzada 17' (pen.) - Hasanova 80' | Reporte   |            | Árbitra: Viki De Cremer                      | Árbitra: Viki De Cremer |

| 22 de marzo de 2023 | Bosnia y Herzegovina                                      | 4:2 (3:2) | Montenegro             | Stadium Etno Selo Stanišići, Bijeljina, Bosnia y Herzegovina |                        |
| 14:00 (CET)         | - Muhic 9' - Hadžikadunić 17' - Radošević 45' - Pupić 51' | Reporte   | - 41', 45+3' Tomašević | Árbitra: Elena Gobjila                                       | Árbitra: Elena Gobjila |

| 25 de marzo de 2023 | Kazajistán | 0:13 (0:10) | Montenegro | Novi Gradski, Ugljevik, Bosnia y Herzegovina |                         |
| 14:00 (CET)         |            | Reporte     | - 4', 7', 26', 28', 37' Tomašević - 6' Osmajić - 8', 90+3' Čađenović - 19', 88' Đurković - 25' Milović - 31', 77' Boričić | Árbitra: Viki De Cremer                      | Árbitra: Viki De Cremer |

| 25 de marzo de 2023 | Bosnia y Herzegovina | 2:0 (2:0) | Azerbaiyán | Stadium Etno Selo Stanišići, Bijeljina, Bosnia y Herzegovina |                                        |
| 14:00 (CET)         | - Rankić 39', 45'    | Reporte   |            | Árbitra: Ana Maria Alexandra Terteleac                       | Árbitra: Ana Maria Alexandra Terteleac |

| 28 de marzo de 2023 | Montenegro                                                                    | 6:1 (2:1) | Azerbaiyán      | Stadium Etno Selo Stanišići, Bijeljina, Bosnia y Herzegovina |                        |
| 12:00 (CET)         | - Tomašević 10', 61' - Merdović 40' - Osmajić 54' - Milović 72' - Milović 76' | Reporte   | - 34' Salamzada | Árbitra: Elena Gobjila                                       | Árbitra: Elena Gobjila |

| 28 de marzo de 2023 | Kazajistán | 0:5 (0:2) | Bosnia y Herzegovina                                         | Novi Gradski, Ugljevik, Bosnia y Herzegovina |                                        |
| 12:00 (CET)         |            | Reporte   | - 16', 31' (pen.), 70' Rankić - 50' Hadžikadunić - 76' Brnić | Árbitra: Ana Maria Alexandra Terteleac       | Árbitra: Ana Maria Alexandra Terteleac |

#### Grupo B3
Sede: Escocia
| Equipo      | Pts | PJ | PG | PE | PP | GF | GC | Dif |
| ----------- | --- | -- | -- | -- | -- | -- | -- | --- |
| Escocia (H) | 6   | 2  | 2  | 0  | 0  | 8  | 0  | +8  |
| Israel      | 3   | 2  | 1  | 0  | 1  | 3  | 6  | -3  |
| Georgia     | 0   | 2  | 0  | 0  | 2  | 2  | 7  | -5  |

| 9 de marzo de 2023 | Escocia                                      | 4:0 (1:0) | Israel | Ainslie Park, Edimburgo, Escocia |                           |
| 16:00 (CET)        | - Taylor 3', 77' - Forrest 81' - Berry 90+3' | Reporte   |        | Árbitra: Marisca Overtoom        | Árbitra: Marisca Overtoom |

| 12 de marzo de 2023 | Israel                                    | 3:2 (0:1) | Georgia                                    | Ainslie Park, Edimburgo, Escocia |                          |
| 15:00 (CET)         | - Moscovici 57' (pen.) - Goulden 69', 81' | Reporte   | - 45+1' (a.g.) Vodolazov - 74' Bukhrikidze | Árbitra: Fabienne Michel         | Árbitra: Fabienne Michel |

| 15 de marzo de 2023 | Georgia | 0:4 (0:2) | Escocia                                         | Ainslie Park, Edimburgo, Escocia |                         |
| 13:00 (CET)         |         | Reporte   | - 1', 90' Berry - 42' (pen.) Taylor - 71' Clark | Árbitra: Kateryna Usova          | Árbitra: Kateryna Usova |

#### Grupo B4
Sede: Albania
| Equipo      | Pts | PJ | PG | PE | PP | GF | GC | Dif |
| ----------- | --- | -- | -- | -- | -- | -- | -- | --- |
| Islandia    | 6   | 2  | 2  | 0  | 0  | 19 | 0  | +19 |
| Luxemburgo  | 3   | 2  | 1  | 0  | 1  | 3  | 6  | -3  |
| Albania (H) | 0   | 2  | 0  | 0  | 2  | 0  | 16 | -16 |

| 15 de marzo de 2023 | Albania | 0:3 (0:2) | Luxemburgo                                    | Arena Kombëtare, Tirana, Albania |                           |
| 11:30 (CET)         |         | Reporte   | - 14', 56' Merlevede - 45+1' (pen.) Konsbruck | Árbitra: Fatemeh Zangeneh        | Árbitra: Fatemeh Zangeneh |

| 18 de marzo de 2023 | Luxemburgo | 0:6 (0:2) | Islandia                                                                     | Arena Kombëtare, Tirana, Albania |                      |
| 11:30 (CET)         |            | Reporte   | - 31', 53' Kristinsdóttir - 45+2', 46', 58' Hlynsdóttir - 74' (a.g.) Borruso | Árbitra: Zoe Stavrou             | Árbitra: Zoe Stavrou |

| 21 de marzo de 2023 | Islandia | 13:0 (6:0) | Albania | Arena Kombëtare, Tirana, Albania |                       |
| 11:30 (CET)         | - Kristinsdóttir 7', 45', 52', 70' - Hlynsdóttir 8', 30' - Tryggvadóttir 19', 33' - Báðardóttir 48' - Halldórsdóttir 64' - Davíðsdóttir 84' - Halldórsdóttir 86', 90+2' | Reporte    |         | Árbitra: Jelena Kumer            | Árbitra: Jelena Kumer |

#### Grupo B5
Sede: Turquía
| Equipo            | Pts       | PJ        | PG        | PE        | PP        | GF        | GC        | Dif       |
| ----------------- | --------- | --------- | --------- | --------- | --------- | --------- | --------- | --------- |
| Irlanda del Norte | 3         | 1         | 1         | 0         | 0         | 2         | 0         | +2        |
| Turquía (H)       | 0         | 1         | 0         | 0         | 1         | 0         | 2         | -2        |
| Armenia           | Se retiró | Se retiró | Se retiró | Se retiró | Se retiró | Se retiró | Se retiró | Se retiró |

| 24 de marzo de 2023 | Turquía | 0:2 (0:0) | Irlanda del Norte           | Arslan Zeki Demirci Spor Kompleksi, Manavgat, Turquía |                      |
| 11:00 (CET)         |         | Reporte   | - 62' Gargan - 82' McIntyre | Árbitra: Rita Vehapi                                  | Árbitra: Rita Vehapi |

#### Grupo B6
Sede: Bulgaria
| Equipo       | Pts | PJ | PG | PE | PP | GF | GC | Dif |
| ------------ | --- | -- | -- | -- | -- | -- | -- | --- |
| Ucrania      | 6   | 2  | 2  | 0  | 0  | 7  | 1  | +6  |
| Bulgaria (H) | 3   | 2  | 1  | 0  | 1  | 4  | 3  | +1  |
| Letonia      | 0   | 2  | 0  | 0  | 2  | 1  | 8  | -7  |

| 3 de marzo de 2023 | Bulgaria        | 1:2 (1:2) | Ucrania                       | Estadio Hadzhi Dimitar, Sliven, Bulgaria |                      |
| 13:30 (CET)        | - Naydenova 35' | Reporte   | - 33' Borovska - 38' Ptytsyna | Árbitra: Tanja Račić                     | Árbitra: Tanja Račić |

| 6 de marzo de 2023 | Ucrania                                                                                           | 5:0 (2:0) | Letonia | Estadio Hadzhi Dimitar, Sliven, Bulgaria |                         |
| 13:30 (CET)        | - Mergupe-Kutraite 14' (a.g.) - Zaborovets 45+1' (pen.) - Iuzva 56' - Ptytsyna 78' - Borovska 88' | Reporte   |         | Árbitra: Emanuela Rusta                  | Árbitra: Emanuela Rusta |

| 9 de marzo de 2023 | Letonia     | 1:3 (0:2) | Bulgaria                                     | Estadio Hadzhi Dimitar, Sliven, Bulgaria |                                  |
| 13:30 (CET)        | - Punga 69' | Reporte   | - 8' Dimanova - 28' Demirova - 90+4' Petrova | Árbitra: Frederikke Lydia Søkjær         | Árbitra: Frederikke Lydia Søkjær |

#### Ranking de los segundos puestos
Para determinar el mejor subcampeón sólo se tienen en cuenta los resultados de los equipos subcampeones frente al primer clasificado de su grupo.
| Pos. | Grupo | Equipo      | PJ | PG | PE | PP | GF | GC | DG | Pts |
| ---- | ----- | ----------- | -- | -- | -- | -- | -- | -- | -- | --- |
| 1    | B6    | Bulgaria    | 1  | 0  | 0  | 1  | 1  | 2  | -1 | 0   |
| 2    | B2    | Montenegro  | 1  | 0  | 0  | 1  | 2  | 4  | -2 | 0   |
| 3    | B5    | Turquía     | 1  | 0  | 0  | 1  | 0  | 2  | -2 | 0   |
| 4    | B1    | Islas Feroe | 1  | 0  | 0  | 1  | 0  | 2  | -2 | 0   |
| 5    | B3    | Israel      | 1  | 0  | 0  | 1  | 0  | 4  | -4 | 0   |
| 6    | B4    | Luxemburgo  | 1  | 0  | 0  | 1  | 0  | 6  | -6 | 0   |